# Sârbii din Austria
Sârbii din Austria sunt a doua cea mai mare naționalitate de imigranți din Austria după turci. Se estimează că populația sârbă din Austria este de aproximativ 250. 000 de cetățeni, întrucât ei întreabă doar naționalitatea și limba maternă în timpul recensămintelor, nu și etnia lor.  În Austria, în 2017 trăiesc aproximativ 118. 000 de cetățeni sârbi.  Primul val de imigranți sârbi a sosit la începutul secolului al XIX-lea și al doilea val cel mai important de imigrație în anii 1960 și 1970, când au ajuns caGastarbeiter. Ca și în alte țări din Europa de Vest, în Austria, imigrația sârbă a venit în principal din fostele state iugoslave din Serbia și Bosnia și Herțegovina. Există un număr semnificativ de sârbi care locuiesc la Viena, Salzburg și Graz.

## Istorie
În timpul secolului al XVI-lea, primii coloniști sârbi au ajuns în Imperiul Habsburgic și mai ales la Viena, după ce teritoriile sârbe au intrat sub ocupație turcă. În timpul secolelor al XVII-lea și al XVIII-lea, la Viena s-a dezvoltat o viață intelectuală și culturală sârbă semnificativă. Vuk Stefanović Karadžić, un reprezentant proeminent al intelectualilor sârbi, locuiește la Viena de mai bine de 50 de ani. 
Începând cu anii '60, Gastarbeiteri fost recrutați în Austria din cauza deficitului tot mai mare de forță de muncă, iar în conformitate cu Convenția Raab-Olah din 1961, 10.000 de lucrători migranți sârbi au intrat în țară. Din 1966, în temeiul Convenției privind recrutarea lucrătorilor migranți cu Iugoslavia, lucrătorii migranți au venit în principal la Viena pentru a lucra ca lucrători din fabrică. În 1971, în Austria trăiau 93.337 de cetățeni iugoslavi, în 1973 cifra era de 230.000. Dintre cei 230.000 de iugoslavi, 78,5% proveneau din Serbia. În acest moment nu există date despre sârbi, deoarece Serbia a existat ca republică iugoslavă, nu ca stat separat. 

## Cultură

### Religie
Comunitatea Bisericii Ortodoxe Sârbe a existat deja la Viena în 1860, iar în 1893 Catedrala Sfântul Sava a fost deschisă pe Landstraße în districtul 3 din Viena. Biserica ortodoxă sârbă austriacă aparține Eparhiei Austriei-Elveției, care are 4 biserici în Viena și, în plus, biserici în fiecare din capitala provinciei austriece. 

## Sârbi celebri austrieci
- Vuk Stefanović Karadžić
- Marko Arnautović
- Aleksandar Dragović
- Monika Ivkić

- Vuk Stefanović Karadžić, inovator al limbii sârbe
- Marko Arnautović, fotbalist
- Aleksandar Dragović, fotbalist
- Zlatko Junuzović, un fotbalist de origine sârbă bosniacă
- Pavle Julinac
- Marko Stanković
- Monika Ivkić, cântăreață
- Dodo Roscic, prezentator ORF, sora lui Bogdan Roscic
- Bogdan Roscic, jurnalist, prezentator de radio Ö3, șeful companiei de muzică clasică Sony Music, director al Operei de Stat din Viena [4]
- Paja Jovanović, pictor realist

## Galerie

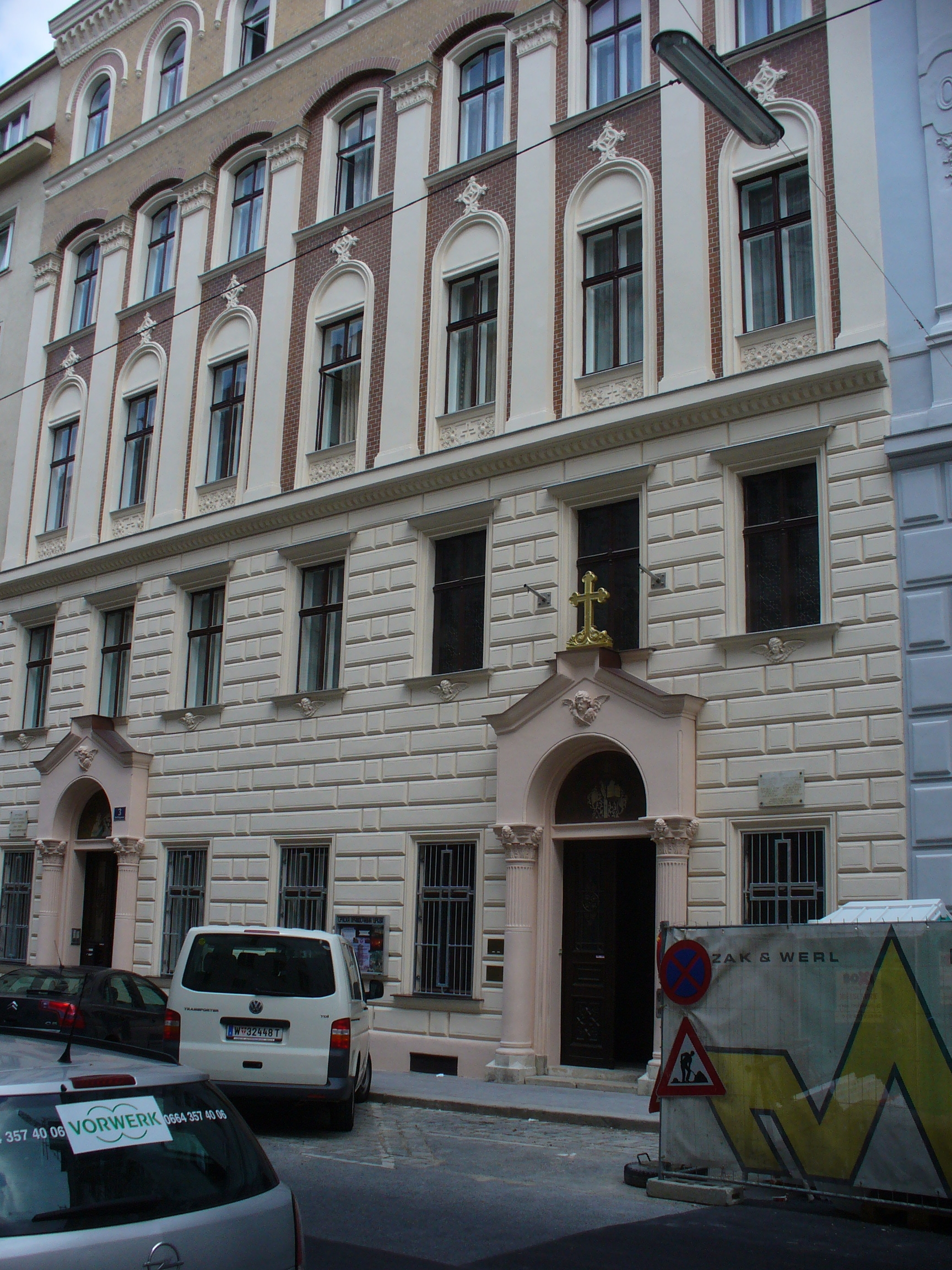
Biserica Sfântul Sava din Viena din 1893.
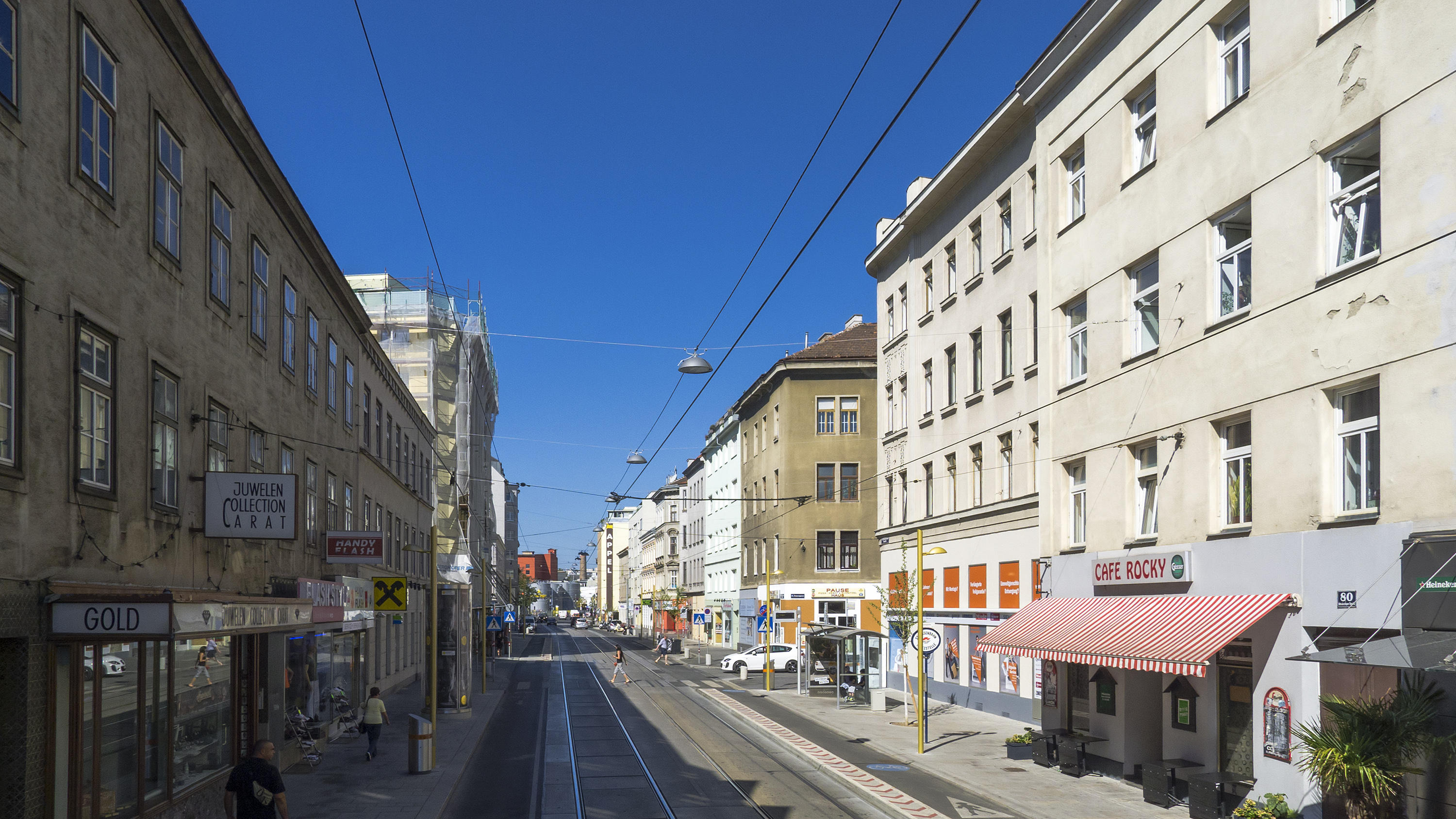
'Strada Balcanică' (Ottakringerstraße) din Viena.
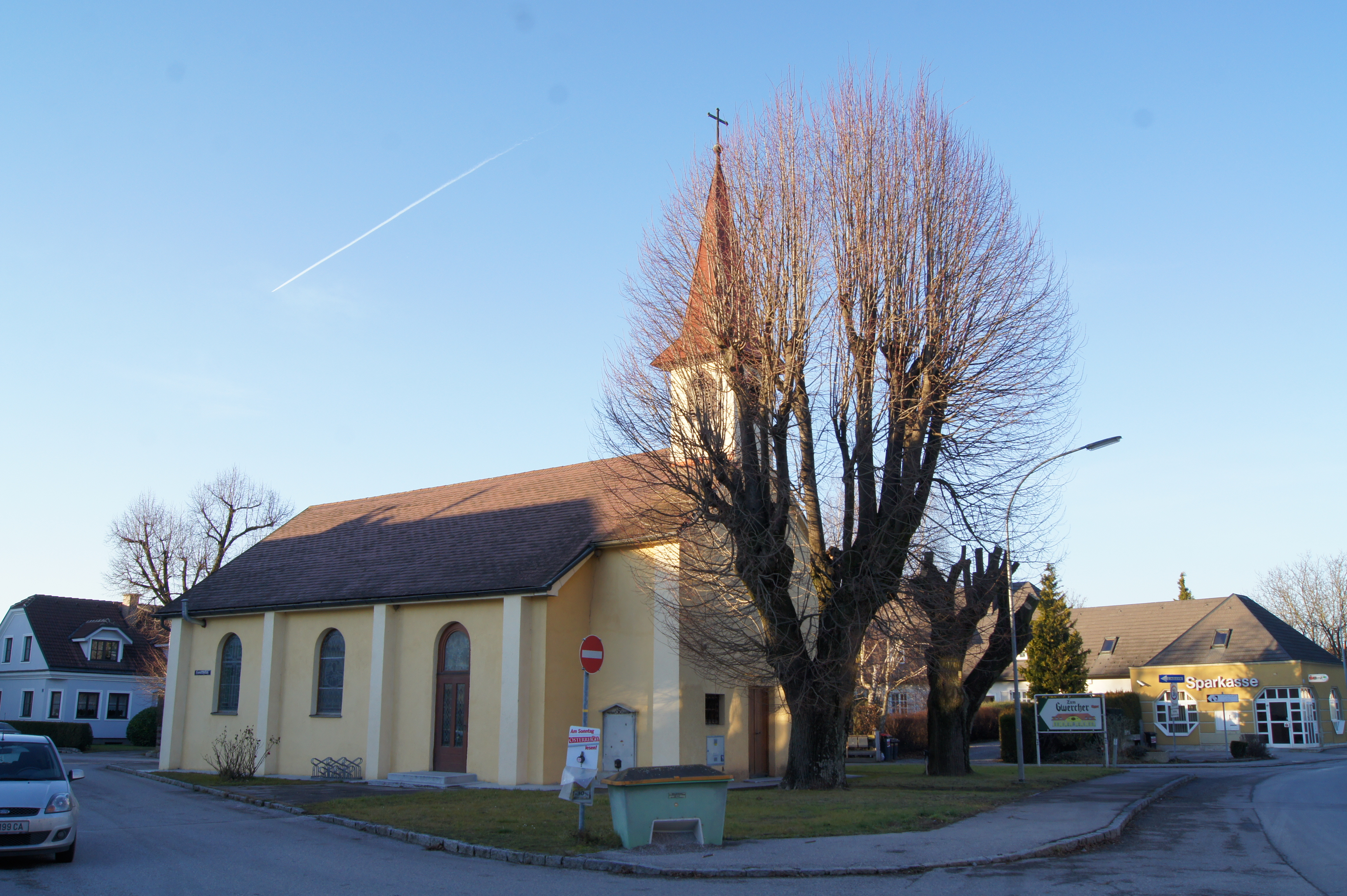
Biserica sârbă din Sankt Pölten
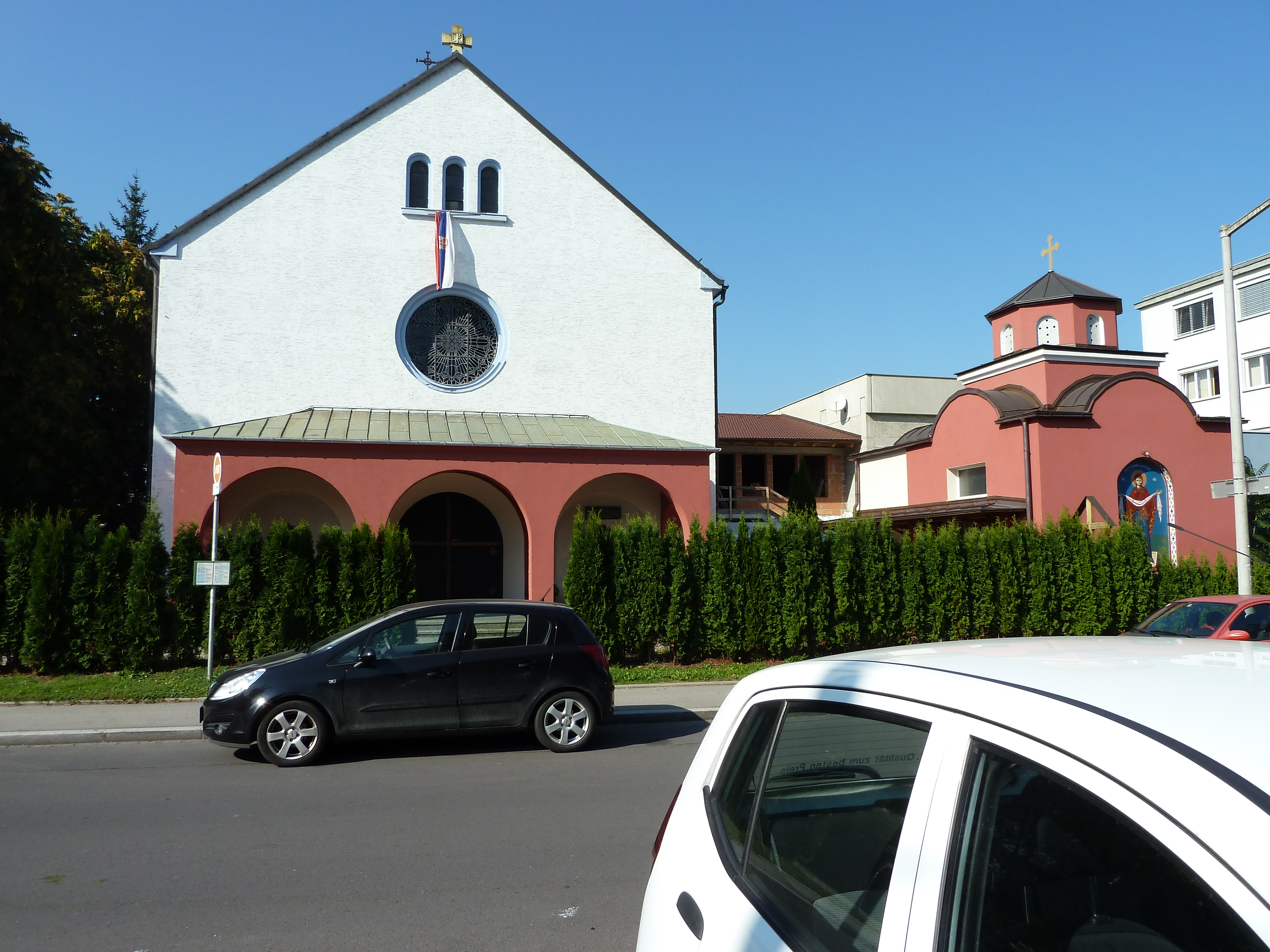
Biserica sârbă din Linz
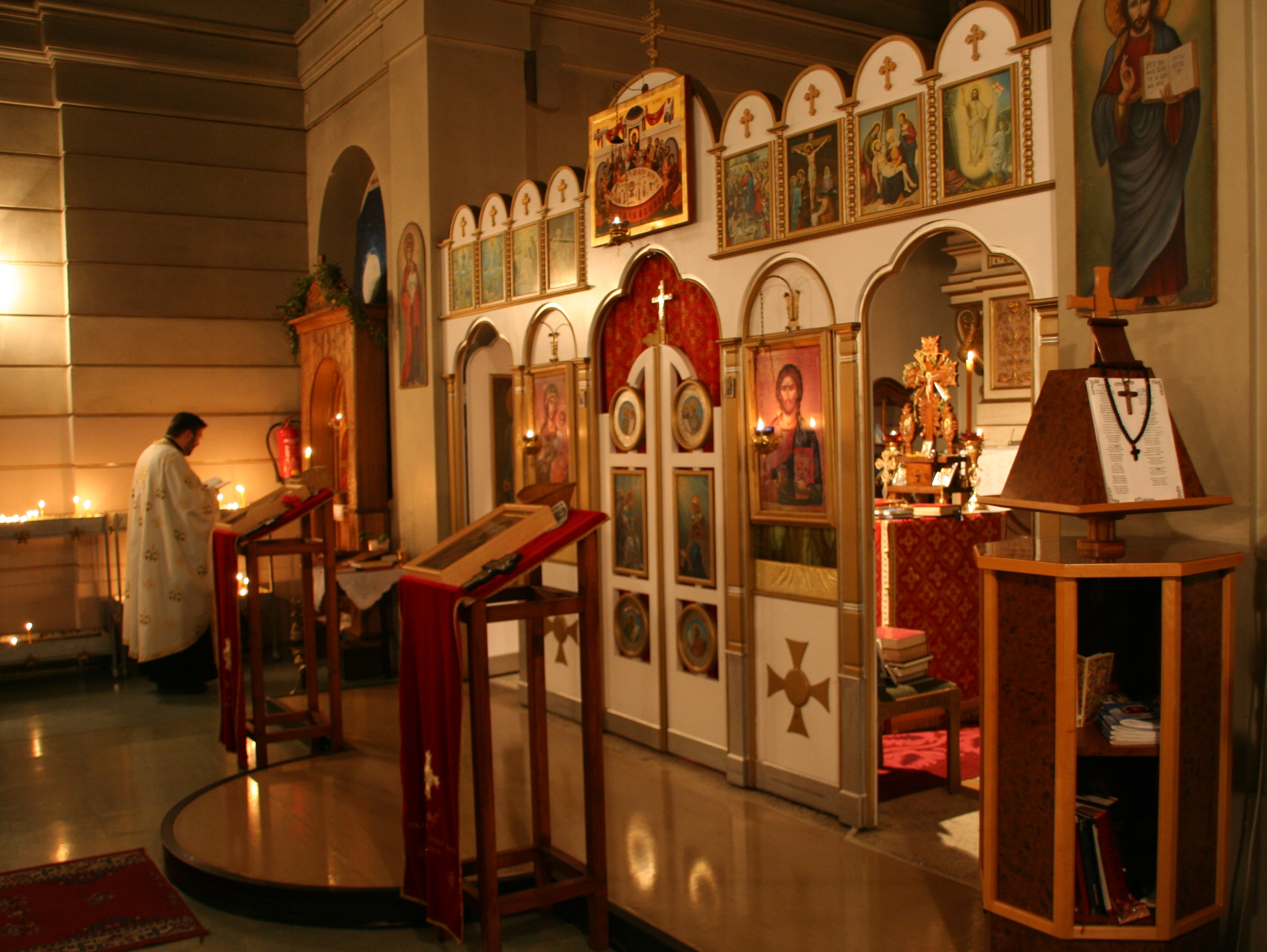
Interiorul bisericii sârbe din Innsbruck
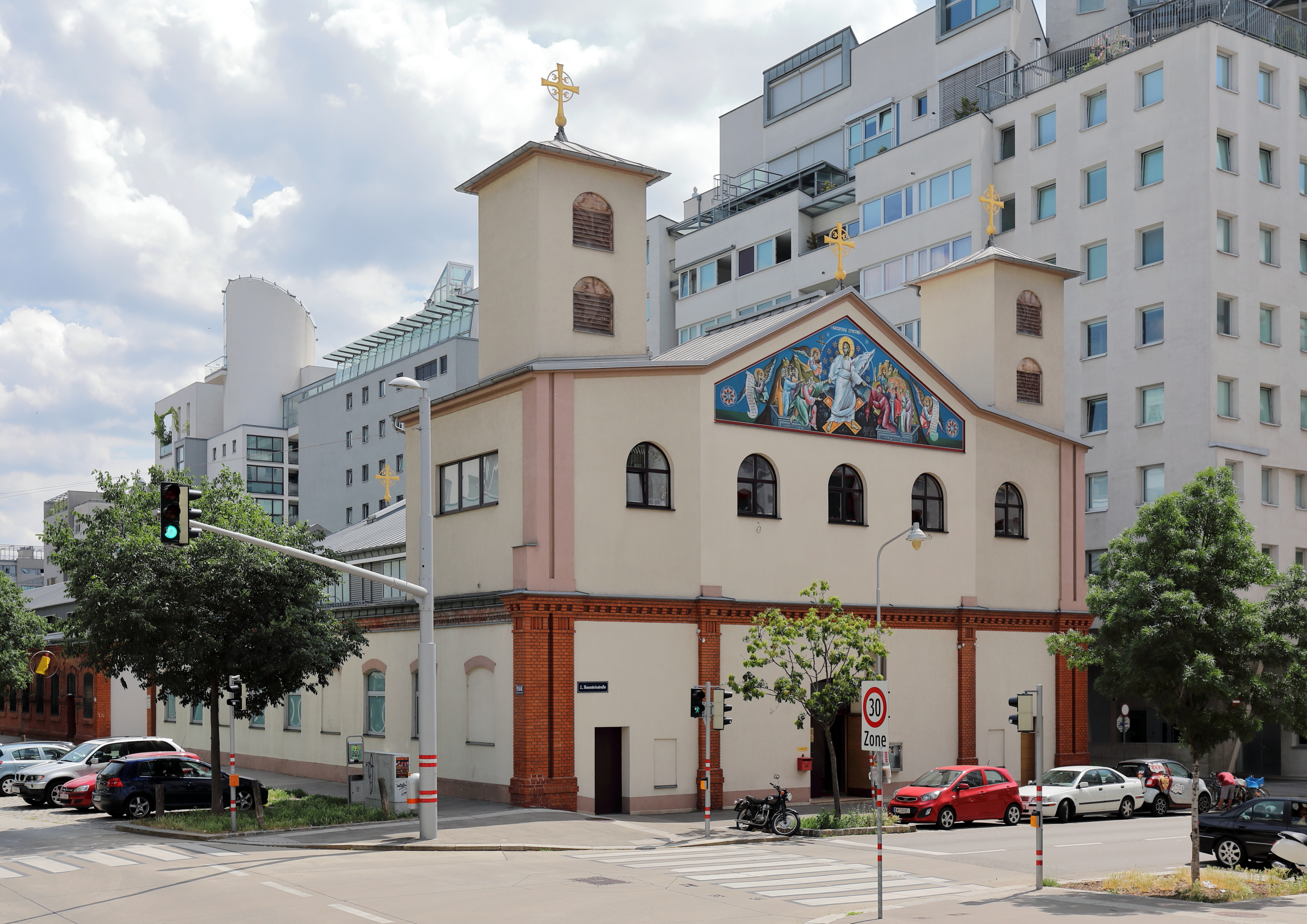
Biserica sârbă din Viena
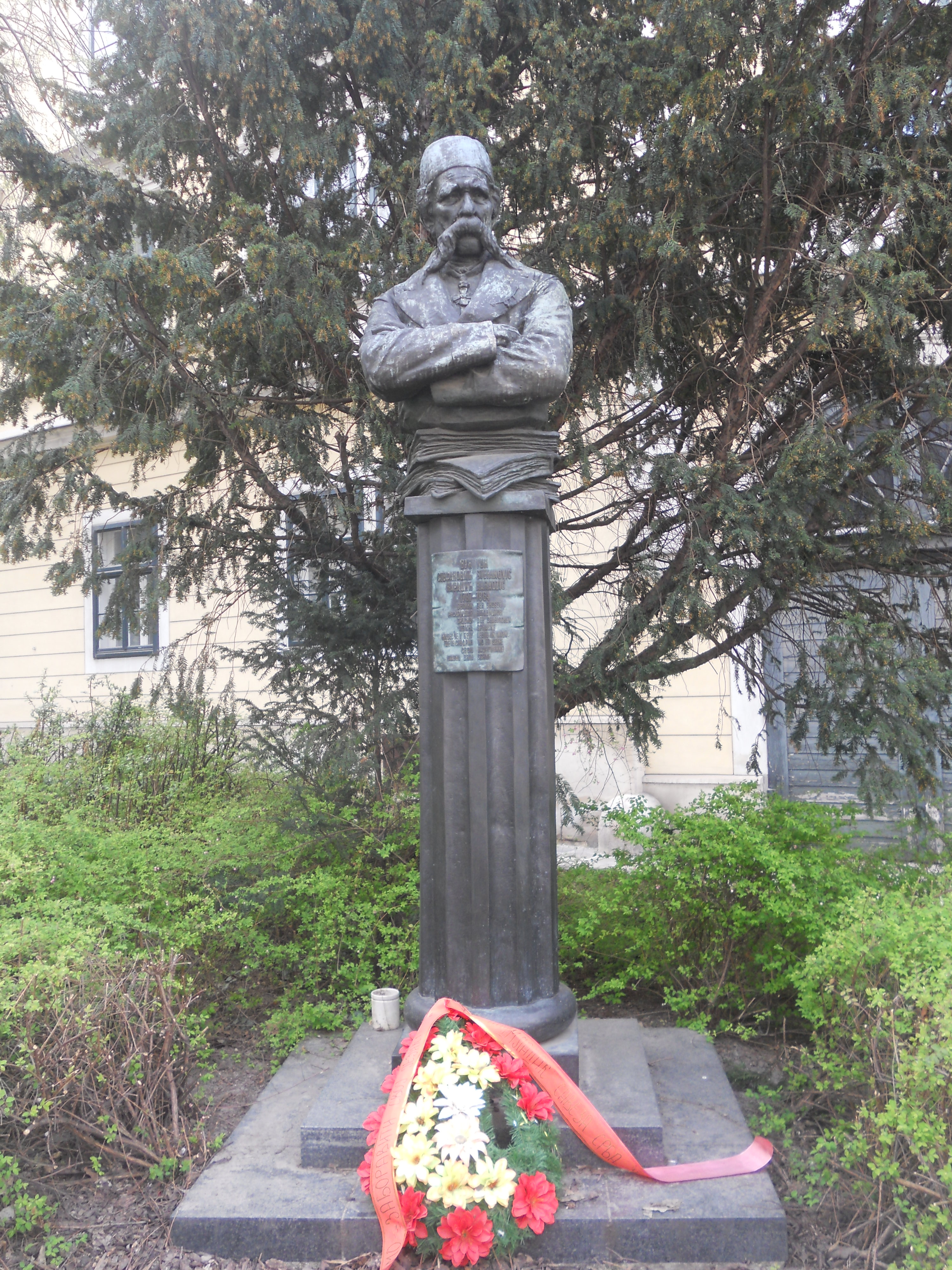
Monumentul lui Vuk Karadzic din Viena